# L'Unione (quotidiano)
L'Unione è stato un quotidiano d'ispirazione cattolica del primo Novecento, con sede a Milano.
L'Unione sorse in seguito alla decisione del cardinale Andrea Carlo Ferrari, arcivescovo di Milano, di fondere i due principali giornali cattolici milanesi «L'Osservatore Cattolico» (espressione del cattolicesimo intransigente) e «La Lega Lombarda», conciliatorista. Quest'ultimo era nato il 2 gennaio 1886 ed era stato diretto da Carlo Locatelli e Giuseppe Sacchetti (1886-1888). Successivamente ne diventò proprietario, e direttore, il marchese Carlo Ottavio Cornaggia-Castiglioni.
Fondata nel 1907, «L'Unione» fu edita sino al 1912, quando la testata confluì ne «L'Italia», organo d'informazione sempre d'ispirazione cattolica e di proprietà dell'arcidiocesi milanese.
Direttore de «L'Unione» fu, per tutta la sua durata, Filippo Meda.